# Хриси (остров)
Хри́си (греч. Χρυσή — «золотой»), также известен как Гайдурони́си (греч. Γαϊδουρονήσι — «ослиный остров») — необитаемый остров в 20 км к югу от Иерапетры. Протяжённость острова — 5 км в длину и 1 км в ширину. Средняя высота над уровнем моря — 10 м. Наивысшая точка острова — 31 м над уровнем моря. В 700 метрах от Хриси лежит островок Микрониси ().

## Описание

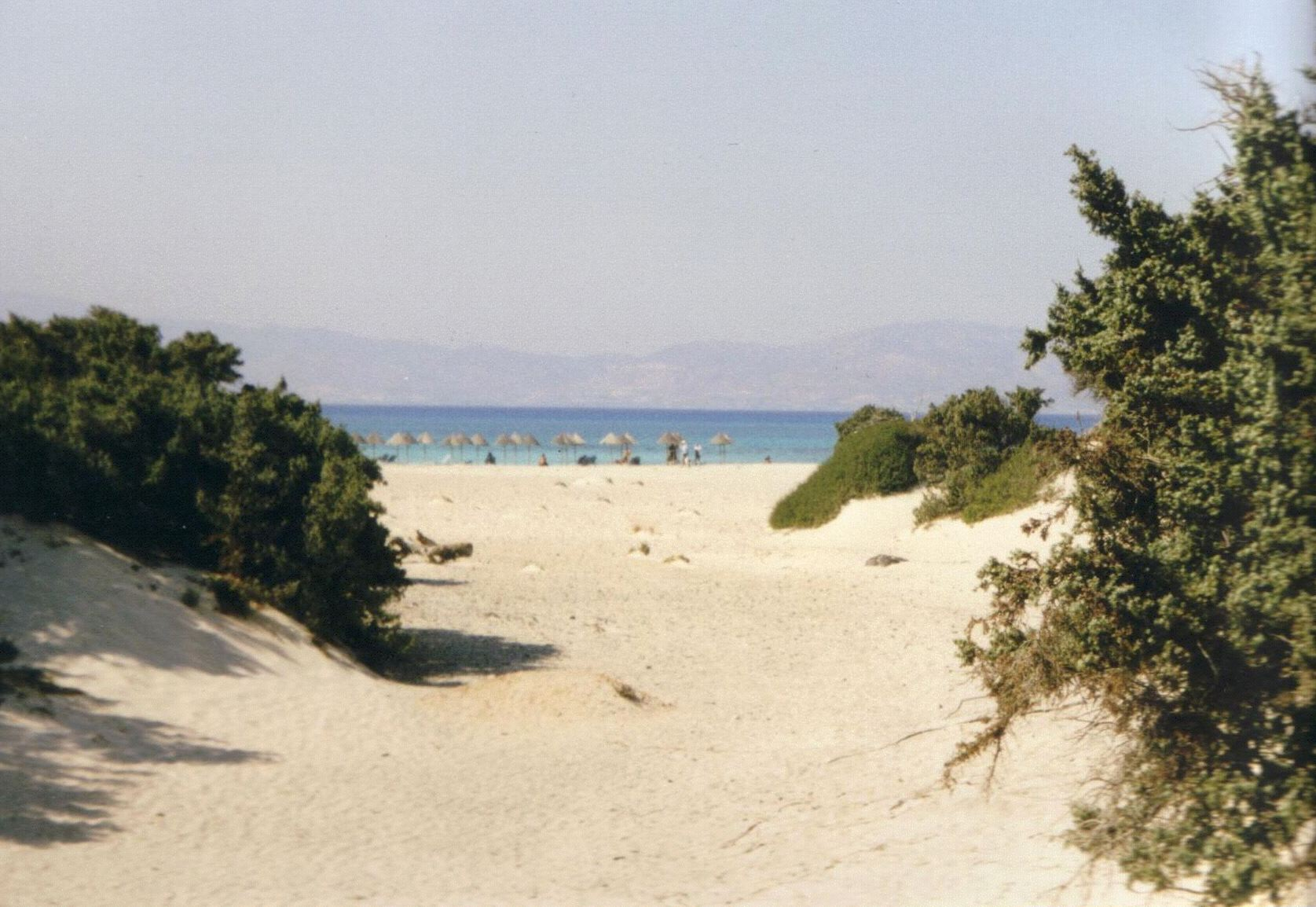
Пляж Хриси

Остров славится своими песчаными пляжами, дюнами и лесами из ливанского кедра и можжевельника. На западе острова остались руины древнего поселения Минойской эры и руины часовни Святого Николая XIII века постройки. На острове жили во времена Византийской империи. Основным источником богатства являлись ловля рыбы и добыча соли. После гибели византийской империи остров был заброшен, и лишь изредка использовался как убежище.

## Охрана окружающей среды
Остров Хриси охраняется как заповедная зона. Входит в сеть «Натура 2000». На нём растет крупнейший естественно выросший кедр ливанский. На острове отсутствует пресная вода. Средний возраст большинства деревьев — 200 лет, а средняя высота достигает 7 метров; некоторым из них до 300 лет, а высота их — 10 метров. Количество деревьев на гектар — 28.

## Пляжи Хриси
Хриси получил своё название из-за золотого песка, который покрывает весь остров и происходит от осколков морских жителей. Золотой пляж или пляж Белегрина, самый известный пляж острова, представляет собой полосу мелкого песка протяжённостью около километра с тысячами разбитых ракушек, местами образующих розовые россыпи.